# Malcolm Finlay
Malcolm Finlay (South Shields, 1919 – 3 novembre 2007) è stato un cestista britannico.

## Carriera
Ha disputato le olimpiadi del 1948, a Londra, giocando sette partite.